# Paradoxa de Freedman
En estadística, la paradoxa de Freedman,(en honor de David Freedman), descriu un problema en la selecció d'un model mitjançant el qual les variables de predicció que no tenen cap poder explicatiu poden aparèixer artificialment importants. Freedman va demostrar (a través de la simulació i el càlcul asimptòtic) que aquesta és una ocurrència comuna quan el nombre de variables és similar al nombre de punts de dades. Recentment, nous avanços en la teoria de la informació s'han desenvolupat en un intent de reduir aquest problema, a part de generar un biaix de selecció de models, els estimadors de variables de predicció que tenen una relació feble amb la variable de resposta poden ser esbiaixats.